# Kovanluk (Kraljevo)
Kovanluk (cirill betűkkel Кованлук), település Szerbiában, a Raškai körzet Kraljevoi községében.

## Népesség
- 1948-ban 221 lakosa volt.
- 1953-ban 257 lakosa volt.
- 1961-ben 460 lakosa volt.
- 1971-ben 1 142 lakosa volt.
- 1981-ben 1 589 lakosa volt.
- 1991-ben 1 972 lakosa volt.
- 2002-ben 2 133 lakosa volt,[1] akik közül 2 114 szerb (99,1%), 9 montenegrói, 2 muzulmán, 1 magyar (0,04%), 1 szlovák, 3 ismeretlen.[2]